# Setaria pflanzii
Setaria pflanzii är en gräsart som beskrevs av Pensiero. Setaria pflanzii ingår i släktet kolvhirser, och familjen gräs. Inga underarter finns listade i Catalogue of Life.